# 西田治文
西田 治文（にしだ はるふみ、1954年 - ）は、日本の植物学者。中央大学理工学部教授。千葉県生物学会第4代会長。専門は、植物の化石から当時の環境や生態系を明らかにする「古植物学」である。

## 来歴・人物
- 1954年、千葉県千葉市出身
- 1977年、千葉大学理学部生物学科卒業
- 1979年、同大学大学院理学研究科修士課程修了
- 1983年、京都大学 理学博士

論文の題は「Anatomical studies of the frond axis of the Cyatheaceae s.l., with a revision of petrified frond axis from the Cretaceous of Japan (ヘゴ科葉軸の解剖学的研究及び邦産白亜紀硅化葉軸の再検討) 」
- 1984年、国際武道大学体育学部助手
- 1992年、同大学助教授
- 1995年、東京大学大学院助教授併任
- 1997年、中央大学理工学部教授[4]

## 著書・論文

### 単著
- 『植物のたどってきた道』（98年、日本放送出版協会）

### 共著
- 『植物の多様性と系統』（97年、裳華房）
- 『温暖に追われる生き物たち』（97年、築地書館）

## 受賞
- 日本植物学会奨励賞（1990年）